# Halterofilismo nos Jogos Olímpicos de Verão de 2016 - Até 62 kg masculino
A competição da categoria até 62 kg masculino do halterofilismo nos Jogos Olímpicos de Verão de 2016 foi realizada no dia 8 de agosto no Pavilhão 2 do Riocentro.

## Calendário
Horário local (UTC-3)
| Dia         | Horário | Fase    |
| ----------- | ------- | ------- |
| 8 de agosto | 10:00   | Grupo B |
| 8 de agosto | 19:00   | Grupo A |

## Recordes
Antes desta competição, os recordes mundiais e olímpicos da prova eram os seguintes:
| Recorde mundial  | Arranque  | PRK Kim Un-guk     | 154 kg | Incheon, Coreia do Sul  | 21 de setembro de 2014 |
| Recorde mundial  | Arremesso | CHN Chen Lijun     | 183 kg | Houston, Estados Unidos | 22 de novembro de 2015 |
| Recorde mundial  | Total     | CHN Chen Lijun     | 333 kg | Houston, Estados Unidos | 22 de novembro de 2015 |
| Recorde olímpico | Arranque  | PRK Kim Un-guk     | 153 kg | Londres, Reino Unido    | 30 de julho de 2012    |
| Recorde olímpico | Arremesso | COL Óscar Figueroa | 177 kg | Londres, Reino Unido    | 30 de julho de 2012    |
| Recorde olímpico | Total     | PRK Kim Un-guk     | 327 kg | Londres, Reino Unido    | 30 de julho de 2012    |

## Medalhistas
| Ouro   | COL Óscar Figueroa  |
| Prata  | INA Eko Yuli Irawan |
| Bronze | KAZ Farkhad Kharki  |

## Resultados
Participaram do evento 17 halterofilistas.
| Pos.              | Halterofilista            | Grupo | Peso corporal | Arranque (kg) | Arranque (kg) | Arranque (kg) | Arranque (kg) | Arresesso (kg) | Arresesso (kg) | Arresesso (kg) | Arresesso (kg) | Total |
| Pos.              | Halterofilista            | Grupo | Peso corporal | 1             | 2             | 3             | Resultado     | 1              | 2              | 3              | Resultado      | Total |
| ----------------- | ------------------------- | ----- | ------------- | ------------- | ------------- | ------------- | ------------- | -------------- | -------------- | -------------- | -------------- | ----- |
| Medalha de ouro   | COL Óscar Figueroa        | A     | 61.86         | 137           | 142           | 145           | 142           | 172            | 176            | 179            | 176            | 318   |
| Medalha de prata  | INA Eko Yuli Irawan       | A     | 61.91         | 142           | 146           | 146           | 142           | 170            | 176            | 179            | 170            | 312   |
| Medalha de bronze | KAZ Farkhad Kharki        | A     | 61.60         | 135           | 140           | 140           | 135           | 170            | 177            | 177            | 170            | 305   |
| 4                 | JPN Yoichi Itokazu        | A     | 61.87         | 126           | 130           | 133           | 133           | 160            | 165            | 169            | 169            | 302   |
| 5                 | EGY Ahmed Saad            | A     | 62.00         | 127           | 131           | 133           | 133           | 155            | 161            | 164            | 161            | 294   |
| 6                 | PNG Morea Baru            | A     | 61.72         | 122           | 126           | 129           | 126           | 159            | 164            | 168            | 164            | 290   |
| 7                 | INA Muhammad Hasbi        | A     | 61.97         | 125           | 130           | 134           | 130           | 160            | 169            | 173            | 160            | 290   |
| 8                 | SAM Vaipava Ioane         | B     | 61.90         | 115           | 120           | 122           | 120           | 151            | 161            | 165            | 161            | 281   |
| 9                 | KOR Han Myeong-mok        | A     | 61.81         | 130           | 135           | 135           | 130           | 150            | 155            | 155            | 150            | 280   |
| 10                | ESA Julio Salamanca       | B     | 62.00         | 115           | 120           | 120           | 120           | 150            | 155            | 155            | 155            | 275   |
| 11                | CHI Julio Acosta González | B     | 61.30         | 114           | 117           | 120           | 120           | 142            | 146            | 151            | 146            | 266   |
| 12                | JPN Yosuke Nakayama       | B     | 62.00         | 121           | 124           | 124           | 121           | 140            | 145            | 150            | 145            | 266   |
| 13                | SEY Rick Yves Confiance   | B     | 62.00         | 100           | 105           | 110           | 105           | 127            | 133            | 133            | 127            | 232   |
| –                 | VEN Jesús López           | B     | 61.90         | 125           | 125           | 129           | 125           | –              | –              | –              | –              | DNF   |
| –                 | HAI Edouard Joseph        | B     | 60.20         | 102           | 107           | 112           | 107           | –              | –              | –              | –              | DNF   |
| –                 | CHN Chen Lijun            | A     | 61.97         | 143           | 143           | –             | DNF           | –              | –              | –              | –              | DNF   |
| –                 | SRI Sudesh Peiris         | B     | 62.00         | 120           | 120           | 120           | DNF           | –              | –              | –              | –              | DNF   |

Legenda
| Recorde mundial      | Recorde mundial (World record)               |                       | Recorde africano                      | Recorde africano (African) |                                           | Q | Classificado por posição (Qualified) |
| Recorde olímpico     | Recorde olímpico (Olympic record)            | Recorde da América    | Recorde da América (Americas)         | q                          | Classificado por melhor tempo (Qualified) |   |                                      |
| Melhor marca do ano  | Melhor marca do ano (World leading)          | Recorde asiático      | Recorde asiático (Asian)              | DNS                        | Não largou (Did not start)                |   |                                      |
| Recorde nacional     | Recorde nacional (National record)           | Recorde europeu       | Recorde europeu (European)            | DNF                        | Não terminou (Did not finish)             |   |                                      |
| Recorde pessoal      | Recorde pessoal do atleta (Personal best)    | Recorde da Oceania    | Recorde da Oceania (Oceania)          | DSQ / DQ                   | Desclassificado (Disqualified)            |   |                                      |
| Recorde da temporada | Recorde da temporada do atleta (Season best) | Recorde sul-americano | Recorde sul-americano (South America) | NM                         | Sem marca (No mark)                       |   |                                      |